# 東仙道村
東仙道村（ひがしせんどうむら）は、島根県美濃郡にあった村。現在の益田市の一部にあたる。

## 地理
- 河川：益田川、三谷川、朝倉川、笹倉川[1]

## 歴史
- 1889年（明治22年）4月1日、町村制の施行により、美濃郡仙道村、三谷村、小原村、朝倉村、笹倉村が合併して村制施行し、東仙道村が発足[1][2]。
- 1954年（昭和29年）4月1日 - 美濃郡都茂村、二川村と合併し美都村を新設して廃止された[1][2]。

### 地名の由来
仙道郷の東部に位置するため。

## 産業
農業

## 交通

### 道路
- 国道191号[1]